# مالين أونه
مالين أونه (بالنرويجية: Malin Aune‏) مواليد 4 مارس 1995 في سيلبو، النرويج، هي لاعبة كرة يد نرويجية تلعب كجناح أيمن. مثلت منتخب النرويج لكرة اليد للسيدات. حققت المركز الأول في بطولة أوروبا لكرة اليد للسيدات 2016.

## سجل المنافسة
شاركت في البطولات التالية:
- بطولة أوروبا لكرة اليد للسيدات 2016

## الإنجازات
- بطولة أوروبا لكرة اليد للسيدات
  - الفوز: 2016
- بطولة العالم لكرة اليد للسيدات شباب:
  - الميدالية البرونزية: 2012

## روابط خارجية
- مالين أونه على موقع الاتحاد الأوروبي لكرة اليد (الإنجليزية)
- مالين أونه على موقع الاتحاد النرويجي لكرة اليد (النرويجية)